# Tre Giorni delle Fiandre Occidentali 2016
La Tre Giorni delle Fiandre Occidentali 2016, ufficialmente Driedaagse van West-Vlaanderen, diciassettesima edizione della corsa, valida come prova dell'UCI Europe Tour 2016, si svolse dal 4 al 6 marzo 2016 su un percorso di 363 km suddiviso in un cronoprologo e due tappe, con partenza da Middelkerke e arrivo a Ichtegem.
La vittoria fu appannaggio del belga Sean De Bie, che completò il percorso in 8h 16' 55" alla media di 43,830 km/h, precedendo il polacco Łukasz Wiśniowski e il tedesco Nils Politt.

## Percorso
Prima tappa è un prologo di 7 km sulle strade di Middelkerke. Seguono due frazioni sui classici percorsi fiamminghi composti da muri e tratti in pavé, che finiscono col premiare corridori dotati di spunto veloce, ma al tempo stesso abili a superare indenni le difficoltà altimetriche.

## Tappe
| Tappa  | Data    | Percorso                        | km    | Vincitore di tappa | Leader cl. generale |
| ------ | ------- | ------------------------------- | ----- | ------------------ | ------------------- |
| Pr.    | 4 marzo | Middelkerke (cron. individuale) | 7     | Tom Bohli          | Tom Bohli           |
| 1ª     | 5 marzo | Bruges > Harelbeke              | 173,6 | Dylan Groenewegen  | Tom Bohli           |
| 2ª     | 6 marzo | Nieuwpoort > Ichtegem           | 182,4 | Timothy Dupont     | Sean De Bie         |
| Totale | Totale  | Totale                          | 363   |                    |                     |

## Squadre e corridori partecipanti
Prendono parte alla competizione 22 squadre: 8 formazioni con licenza World Tour, 8 squadre Professional Continental e 6 team Continental.
| N.      | Cod. | Squadra                     |
| ------- | ---- | --------------------------- |
| 1-8     | EQS  | Etixx-Quick Step            |
| 11-18   | LTS  | Lotto-Soudal                |
| 21-28   | FDJ  | FDJ                         |
| 31-38   | BMC  | BMC Racing Team             |
| 41-48   | CPT  | Cannondale Pro Cycling Team |
| 51-58   | TLJ  | Team Lotto NL-Jumbo         |
| 61-68   | KAT  | Team Katusha                |
| 71-78   | ALM  | AG2R La Mondiale            |
| 81-88   | ROT  | Team Roth                   |
| 91-98   | TSV  | Topsport Vlaanderen-Baloise |
| 101-108 | WGG  | Wanty-Groupe Gobert         |

| N.      | Cod. | Squadra                          |
| ------- | ---- | -------------------------------- |
| 111-118 | COF  | Cofidis, Solutions Crédits       |
| 121-128 | DEN  | Direct Énergie                   |
| 131-138 | FVC  | Fortuneo-Vital Concept           |
| 141-148 | ROP  | Roompot Oranje Peloton           |
| 151-158 | ONE  | ONE Pro Cycling                  |
| 161-168 | SKT  | An Post-ChainReaction            |
| 171-178 | WIL  | Veranda's Willems Cycling Team   |
| 181-188 | WBC  | Wallonie Bruxelles-Group Protect |
| 191-198 | CIB  | Cibel-Cebon                      |
| 201-208 | CRV  | Crelan-Vastgoedservice           |
| 211-218 | MMM  | Team 3M                          |

## Dettagli delle tappe

### Prologo
- 4 marzo: Middelkerke – Cronometro individuale – 7 km

Risultati
| Pos. | Corridore         | Squadra  | Tempo |
| ---- | ----------------- | -------- | ----- |
| 1    | Tom Bohli         | BMC      | 7'50" |
| 2    | Martijn Keizer    | Lotto NL | a 6"  |
| 3    | Łukasz Wiśniowski | Etixx    | a 10" |

| Pos. | Corridore         | Squadra  | Tempo |
| ---- | ----------------- | -------- | ----- |
| 1    | Tom Bohli         | BMC      | 7'50" |
| 2    | Martijn Keizer    | Lotto NL | a 6"  |
| 3    | Łukasz Wiśniowski | Etixx    | a 10" |

### 1ª tappa
- 5 marzo: Bruges > Harelbeke – 173,6 km

Risultati
| Pos. | Corridore           | Squadra      | Tempo    |
| ---- | ------------------- | ------------ | -------- |
| 1    | Dylan Groenewegen   | Lotto NL     | 3h47'09" |
| 2    | Tosh Van der Sande  | Lotto-Soudal | s.t.     |
| 3    | Baptiste Planckaert | Wallonie     | s.t.     |

| Pos. | Corridore         | Squadra  | Tempo    |
| ---- | ----------------- | -------- | -------- |
| 1    | Tom Bohli         | BMC      | 3h54'59" |
| 2    | Martijn Keizer    | Lotto NL | a 6"     |
| 3    | Łukasz Wiśniowski | Etixx    | a 8"     |

### 2ª tappa
- 6 marzo: Nieuwpoort > Ichtegem – 182,4 km

Risultati
| Pos. | Corridore      | Squadra      | Tempo    |
| ---- | -------------- | ------------ | -------- |
| 1    | Timothy Dupont | Verandas     | 4h21'56" |
| 2    | Sean De Bie    | Lotto-Soudal | s.t.     |
| 3    | Nils Politt    | Katusha      | s.t.     |

| Pos. | Corridore         | Squadra      | Tempo    |
| ---- | ----------------- | ------------ | -------- |
| 1    | Sean De Bie       | Lotto-Soudal | 8h16'55" |
| 2    | Łukasz Wiśniowski | Etixx        | a 7"     |
| 3    | Nils Politt       | Katusha      | a 13"    |

## Evoluzione delle classifiche
| Tappa              | Vincitore          | Classifica generale Maglia gialla | Classifica a punti Maglia verde | Classifica giovani Maglia bianca | Classifica a squadre |
| ------------------ | ------------------ | --------------------------------- | ------------------------------- | -------------------------------- | -------------------- |
| 1ª                 | Tom Bohli          | Tom Bohli                         | Tom Bohli                       | Tom Bohli                        | Team Lotto NL-Jumbo  |
| 2ª                 | Dylan Groenewegen  | Tom Bohli                         | Tom Bohli                       | Tom Bohli                        | Team Lotto NL-Jumbo  |
| 3ª                 | Timothy Dupont     | Sean De Bie                       | Timothy Dupont                  | Sean De Bie                      | Lotto Soudal         |
| Classifiche finali | Classifiche finali | Sean De Bie                       | Timothy Dupont                  | Sean De Bie                      | Lotto Soudal         |

## Classifiche finali

### Classifica generale - Maglia gialla
| Pos. | Corridore          | Squadra      | Tempo    |
| ---- | ------------------ | ------------ | -------- |
| 1    | Sean De Bie        | Lotto-Soudal | 8h16'55" |
| 2    | Łukasz Wiśniowski  | Etixx        | a 7"     |
| 3    | Nils Politt        | Katusha      | a 13"    |
| 4    | Olivier Pardini    | Wallonie     | a 23"    |
| 5    | Xandro Meurisse    | Crelan       | a 35"    |
| 6    | Timothy Dupont     | Veranda's    | a 37"    |
| 7    | Tosh Van Der Sande | Lotto-Soudal | a 49"    |
| 8    | Tom Bohli          | BMC          | a 54"    |
| 9    | Jelle Wallays      | Lotto-Soudal | a 56"    |
| 10   | Florian Sénéchal   | Cofidis      | a 58"    |

### Classifica a punti - Maglia verde
| Pos. | Corridore          | Squadra      | Punti |
| ---- | ------------------ | ------------ | ----- |
| 1    | Timothy Dupont     | Veranda's    | 22    |
| 2    | Sean De Bie        | Lotto-Soudal | 16    |
| 3    | Tosh Van der Sande | Lotto-Soudal | 16    |
| 4    | Łukasz Wiśniowski  | Etixx        | 16    |
| 5    | Tom Bohli          | BMC          | 15    |

### Classifica giovani - Maglia bianca
| Pos. | Corridore         | Squadra      | Tempo    |
| ---- | ----------------- | ------------ | -------- |
| 1    | Sean De Bie       | Lotto-Soudal | 8h16'55" |
| 2    | Łukasz Wiśniowski | Etixx        | a 7"     |
| 3    | Nils Politt       | Katusha      | a 13"    |
| 4    | Xandro Meurisse   | Crelan       | a 35"    |
| 5    | Tom Bohli         | BMC          | a 54"    |

### Classifica a squadre
| Pos. | Squadra                | Tempo     |
| ---- | ---------------------- | --------- |
| 1    | Lotto-Soudal           | 24h52'32" |
| 2    | Team Katusha           | a 49"     |
| 3    | Etixx-Quick Step       | a 50"     |
| 4    | BMC Racing Team        | a 1'40"   |
| 5    | Crelan-Vastgoedservice | a 1'41"   |